# Scinax argyreornatus
Scinax argyreornatus és una espècie de granota endèmica del Brasil.